# 1548
Il 1548 (MDXLVIII in numeri romani) è un anno bisestile del XVI secolo.

## Eventi
- Germania – In attesa di un Concilio, concessione dell'Interim dell'imperatore Carlo V nella dieta di Augusta.
- Francia – Maria di Guisa, dopo aver riparato la figlia Maria Stuarda in Francia per sfuggire dai progetti di Enrico VIII che la voleva sposa del figlio Edoardo VI, la fidanza in breve tempo al delfino Francesco, scongiurando così la volontà del re inglese.
- 23 febbraio – Con la deposizione del marchese Gabriele di Saluzzo, il Marchesato di Saluzzo viene annesso alla Francia.
- Viene fondato il primo collegio gesuita a Messina.

## Nati

### Gennaio
- 5 gennaio - Francisco Suárez, gesuita, teologo e filosofo spagnolo († 1617)
- 6 gennaio - Francesco Panigarola, vescovo cattolico e predicatore italiano († 1594)
- 12 gennaio - Benedetto Mandina, giurista e vescovo cattolico italiano († 1604)

### Marzo
- 17 marzo - Honda Tadakatsu, generale giapponese († 1610)

### Maggio
- 8 maggio - Giacomo Boncompagni, duca italiano († 1612)
- 10 maggio - Antonio Priuli, doge († 1623)

### Giugno
- 13 giugno - Bartolomeo Burchelati, letterato e storico italiano († 1632)

### Luglio
- 15 luglio - Giorgio III di Erbach-Breuberg, nobile tedesco († 1605)

### Agosto
- 5 agosto - Michele Zappullo, storico italiano
- 26 agosto - Bernardino Poccetti, pittore italiano († 1612)
- 30 agosto - Mary Seymour, nobildonna inglese († 1550)

### Settembre
- 2 settembre - Vincenzo Scamozzi, architetto e scenografo italiano († 1616)
- 7 settembre - Filippo Boncompagni, cardinale italiano († 1586)
- 29 settembre - Guglielmo V di Baviera, duca († 1626)

### Novembre
- 30 novembre - Claudio Gonzaga, nobile italiano († 1588)

### Dicembre
- 7 dicembre - Gonzalo Argote de Molina, storico spagnolo († 1596)
- 14 dicembre - Fernando Ruiz de Castro, nobile spagnolo († 1601)

### Senza giorno specificato
- Akizuki Tanezane, militare giapponese († 1596)
- Filippo Alberti, poeta italiano († 1612)
- Malik Ambar, mercenario etiope († 1626)
- Ippolito Andreasi, pittore italiano († 1608)
- Francisco de Ávila y Guzmán, cardinale spagnolo († 1606)
- Balthasar Ayala, giurista belga († 1584)
- Luis Barahona de Soto, poeta e scrittore spagnolo († 1595)
- Ermolao II Barbaro, patriarca cattolico italiano († 1622)
- Bernardo Bitti, gesuita, pittore e scultore italiano († 1610)
- Francesco Bocchi, scrittore e critico d'arte italiano
- Tommaso Bona, pittore italiano († 1614)
- Sidonia von Borcke, nobile tedesca († 1620)
- Giordano Bruno, filosofo, scrittore e predicatore italiano († 1600)
- Orazio Caccini, compositore italiano
- Bianca Cappello, nobildonna italiana († 1587)
- Giovan Battista II Celestri, nobile e avvocato italiano († 1615)
- Juana Coello,  spagnola († 1615)
- Napoleone Comitoli, vescovo cattolico italiano († 1624)
- Mariangiola Criscuolo, pittrice italiana († 1630)
- Giovanni Nicolò Doglioni, matematico e notaio italiano († 1629)
- Menahem Azariah da Fano, rabbino italiano († 1620)
- Giles Fletcher il Vecchio, scrittore scozzese († 1611)
- Juan Hurtado de Mendoza, cardinale spagnolo († 1592)
- Cornelis Ketel, pittore olandese († 1616)
- Kikkawa Motonaga, militare giapponese († 1587)
- Pietro Luci, umanista, poeta e teologo fiammingo († 1603)
- Bernard Maciejowski, cardinale e arcivescovo cattolico polacco († 1608)
- Karel van Mander, pittore, poeta e biografo fiammingo († 1606)
- Pietro Marone, pittore italiano († 1603)
- Francesco Martinengo Colleoni, militare e diplomatico italiano († 1621)
- Matsudaira Ietada, militare giapponese († 1582)
- Fabio Mattei, nobile, imprenditore e politico italiano († 1608)
- Jacopo Mazzoni, filosofo, letterato e astronomo italiano († 1598)
- Jerzy Mniszech, drammaturgo e filosofo polacco († 1613)
- Oda Nagamasu, militare giapponese († 1622)
- Oda Nobukane, militare giapponese († 1614)
- Giovanni Evangelista Pallotta, cardinale italiano († 1620)
- George Pettie, scrittore inglese († 1589)
- Girolamo Piatti, gesuita e scrittore italiano († 1591)
- Ascanio I Piccolomini, arcivescovo cattolico e scrittore italiano († 1597)
- Basilio Pignatelli, monaco cristiano e vescovo cattolico italiano († 1605)
- Giulio Polerio, scacchista italiano († 1612)
- Charles de Quellenec, nobile francese († 1572)
- Anne Russell, nobildonna inglese († 1604)
- Saitō Tatsuoki, militare giapponese († 1573)
- Sakakibara Yasumasa, militare giapponese († 1606)
- Franz Schott, giurista e viaggiatore fiammingo († 1622)
- Christoph Schwartz, pittore tedesco († 1592)
- Simone Stevino, ingegnere, fisico e matematico fiammingo († 1620)
- Sōma Yoshitane, militare giapponese († 1635)
- Takahashi Shigetane, militare giapponese († 1586)
- Tanaka Yoshimasa, militare giapponese († 1609)
- Francis Tregian il Vecchio, nobile inglese († 1608)
- Hans Troschel, artigiano tedesco († 1612)
- Tsukushi Hirokado, militare giapponese († 1615)
- Tomás Luis de Victoria, presbitero, compositore e organista spagnolo († 1611)
- Sebastián Vizcaíno, militare, esploratore e diplomatico spagnolo († 1624)
- Giovanni Battista del Tufo, poeta italiano
- Vittoria di Capua, nobildonna italiana († 1627)
- Caterina di Clèves, nobile francese († 1633)
- Paul Sixt III von Trautson, diplomatico tedesco († 1621)

## Morti

### Gennaio
- 2 gennaio - Eufrasia Burlamacchi, miniatrice italiana (n. 1482)
- 9 gennaio - Mathias Zell, teologo tedesco (n. 1477)
- 23 gennaio - Bernardo Pisano, cantore e compositore italiano (n. 1490)

### Febbraio
- 14 febbraio - Francesco Burlamacchi, politico italiano (n. 1498)
- 15 febbraio - Matheo de Aranda, musicologo portoghese (n. 1495)
- 26 febbraio - Lorenzino de' Medici, politico, scrittore e drammaturgo italiano (n. 1514)

### Marzo
- 8 marzo - Stefano IV Colonna di Palestrina, nobile e militare italiano (n. 1490)
- 23 marzo - Amari Torayasu, militare giapponese (n. 1498)
- 23 marzo - Itagaki Nobukata, militare giapponese (n. 1489)
- 30 marzo - Agostino Trivulzio, cardinale italiano (n. 1485)

### Aprile
- 1º aprile - Sigismondo I Jagellone, re (n. 1467)
- 10 aprile - Francisco de Carvajal, generale e esploratore spagnolo (n. 1464)

### Maggio
- 10 maggio - Johannes Dantiscus, poeta e umanista polacco (n. 1485)
- 18 maggio - Giulio Cibo, politico (n. 1525)

### Giugno
- 3 giugno - Juan de Zumárraga, arcivescovo cattolico e francescano spagnolo (n. 1468)
- 6 giugno - João de Castro, esploratore portoghese (n. 1500)
- 11 giugno - Agostino Busti, scultore italiano (n. 1483)

### Luglio
- 4 luglio - Filippo duca del Palatinato-Neuburg, nobile tedesco (n. 1503)
- 11 luglio - Berardino Elvino, vescovo cattolico italiano (n. 1504)
- 18 luglio - Pascual de Andagoya, condottiero spagnolo (n. 1495)
- 29 luglio - Gabriele di Saluzzo, abate e marchese italiano (n. 1501)

### Agosto
- 2 agosto - Enrico II di Münsterberg-Oels, nobile boemo (n. 1507)
- 9 agosto - Pietro Lippomano, vescovo cattolico italiano (n. 1504)

### Settembre
- 5 settembre - Caterina Parr, sovrana (n. 1512)
- 8 settembre - Giovanni IV von Pernstein, nobile ceco (n. 1487)
- 21 settembre - Gregorio Cortese, cardinale e arcivescovo cattolico italiano (n. 1483)
- 23 settembre - Giovanni Tagliavia d'Aragona, nobile, politico e militare italiano (n. 1502)

### Ottobre
- 19 ottobre - Giovanni Battista da Sangallo, architetto italiano (n. 1496)
- 25 ottobre - Francesco d'Orléans-Longueville, nobile francese (n. 1513)

### Novembre
- 10 novembre - Cristoforo di Messisbugo, cuoco italiano
- 16 novembre - Gaspare Crucigero, teologo tedesco (n. 1504)
- 16 novembre - Bernardino Martirano, poeta e politico italiano (n. 1490)

### Dicembre
- 27 dicembre - Francesco Spiera, avvocato italiano (n. 1502)

### Senza giorno specificato
- Juan Diego Cuauhtlatoatzin, veggente azteco
- Sri Sudachan,  siamese
- Strongilah, imprenditrice ottomana
- Worawongsa, sovrano siamese
- Yot Fa, sovrano siamese (n. 1535)
- Asakura Takakage, militare giapponese (n. 1493)
- Gianfrancesco Bonzagna, medaglista, incisore e orafo italiano (n. 1470)
- Battista Dossi, pittore italiano
- Fritz Erbe,  tedesco
- Agostino Falivene, vescovo cattolico italiano
- Andrea di Cosimo Feltrini, pittore italiano (n. 1477)
- Ludovico Fogliani, musicista italiano (n. 1490)
- Leonardo da Pistoia, pittore italiano (n. 1502)
- Nicolò Maria Lodron (n. 1475)
- Giacomo Antonio Lucifero, vescovo cattolico italiano (n. 1504)
- Matsudaira Nobutaka, militare giapponese
- Fulvio Pellegrino Morato, umanista italiano
- Gonzalo Pizarro, militare spagnolo
- Guillaume Poyet, giurista e politico francese
- Ludwig Refinger, pittore tedesco
- Scipione Roero, vescovo cattolico italiano
- Agostino Steuco, filologo, antiquario e filosofo italiano (n. 1497)
- Toki Yorizumi, militare giapponese
- Cesare Trivulzio, vescovo cattolico italiano
- Jacopo da Fogliano, compositore, organista e clavicembalista italiano (n. 1468)

## Calendario
| Calendario 1548 | Calendario 1548 | Calendario 1548 | Calendario 1548 | Calendario 1548 | Calendario 1548 | Calendario 1548 | Calendario 1548 | Calendario 1548 | Calendario 1548 | Calendario 1548 | Calendario 1548 | Calendario 1548 | Calendario 1548 | Calendario 1548 | Calendario 1548 | Calendario 1548 | Calendario 1548 | Calendario 1548 | Calendario 1548 | Calendario 1548 | Calendario 1548 | Calendario 1548 | Calendario 1548 | Calendario 1548 | Calendario 1548 | Calendario 1548 | Calendario 1548 | Calendario 1548 | Calendario 1548 | Calendario 1548 | Calendario 1548 | Calendario 1548 |
| --------------- | --------------- | --------------- | --------------- | --------------- | --------------- | --------------- | --------------- | --------------- | --------------- | --------------- | --------------- | --------------- | --------------- | --------------- | --------------- | --------------- | --------------- | --------------- | --------------- | --------------- | --------------- | --------------- | --------------- | --------------- | --------------- | --------------- | --------------- | --------------- | --------------- | --------------- | --------------- | --------------- |
|                 | 1               | 2               | 3               | 4               | 5               | 6               | 7               | 8               | 9               | 10              | 11              | 12              | 13              | 14              | 15              | 16              | 17              | 18              | 19              | 20              | 21              | 22              | 23              | 24              | 25              | 26              | 27              | 28              | 29              | 30              | 31              |                 |
| Gennaio         | Do              | Lu              | Ma              | Me              | Gi              | Ve              | Sa              | Do              | Lu              | Ma              | Me              | Gi              | Ve              | Sa              | Do              | Lu              | Ma              | Me              | Gi              | Ve              | Sa              | Do              | Lu              | Ma              | Me              | Gi              | Ve              | Sa              | Do              | Lu              | Ma              |                 |
| Febbraio        | Me              | Gi              | Ve              | Sa              | Do              | Lu              | Ma              | Me              | Gi              | Ve              | Sa              | Do              | Lu              | Ma              | Me              | Gi              | Ve              | Sa              | Do              | Lu              | Ma              | Me              | Gi              | Ve              | Sa              | Do              | Lu              | Ma              | Me              |                 |                 |                 |
| Marzo           | Gi              | Ve              | Sa              | Do              | Lu              | Ma              | Me              | Gi              | Ve              | Sa              | Do              | Lu              | Ma              | Me              | Gi              | Ve              | Sa              | Do              | Lu              | Ma              | Me              | Gi              | Ve              | Sa              | Do              | Lu              | Ma              | Me              | Gi              | Ve              | Sa              |                 |
| Aprile          | Do              | Lu              | Ma              | Me              | Gi              | Ve              | Sa              | Do              | Lu              | Ma              | Me              | Gi              | Ve              | Sa              | Do              | Lu              | Ma              | Me              | Gi              | Ve              | Sa              | Do              | Lu              | Ma              | Me              | Gi              | Ve              | Sa              | Do              | Lu              |                 |                 |
| Maggio          | Ma              | Me              | Gi              | Ve              | Sa              | Do              | Lu              | Ma              | Me              | Gi              | Ve              | Sa              | Do              | Lu              | Ma              | Me              | Gi              | Ve              | Sa              | Do              | Lu              | Ma              | Me              | Gi              | Ve              | Sa              | Do              | Lu              | Ma              | Me              | Gi              |                 |
| Giugno          | Ve              | Sa              | Do              | Lu              | Ma              | Me              | Gi              | Ve              | Sa              | Do              | Lu              | Ma              | Me              | Gi              | Ve              | Sa              | Do              | Lu              | Ma              | Me              | Gi              | Ve              | Sa              | Do              | Lu              | Ma              | Me              | Gi              | Ve              | Sa              |                 |                 |
| Luglio          | Do              | Lu              | Ma              | Me              | Gi              | Ve              | Sa              | Do              | Lu              | Ma              | Me              | Gi              | Ve              | Sa              | Do              | Lu              | Ma              | Me              | Gi              | Ve              | Sa              | Do              | Lu              | Ma              | Me              | Gi              | Ve              | Sa              | Do              | Lu              | Ma              |                 |
| Agosto          | Me              | Gi              | Ve              | Sa              | Do              | Lu              | Ma              | Me              | Gi              | Ve              | Sa              | Do              | Lu              | Ma              | Me              | Gi              | Ve              | Sa              | Do              | Lu              | Ma              | Me              | Gi              | Ve              | Sa              | Do              | Lu              | Ma              | Me              | Gi              | Ve              |                 |
| Settembre       | Sa              | Do              | Lu              | Ma              | Me              | Gi              | Ve              | Sa              | Do              | Lu              | Ma              | Me              | Gi              | Ve              | Sa              | Do              | Lu              | Ma              | Me              | Gi              | Ve              | Sa              | Do              | Lu              | Ma              | Me              | Gi              | Ve              | Sa              | Do              |                 |                 |
| Ottobre         | Lu              | Ma              | Me              | Gi              | Ve              | Sa              | Do              | Lu              | Ma              | Me              | Gi              | Ve              | Sa              | Do              | Lu              | Ma              | Me              | Gi              | Ve              | Sa              | Do              | Lu              | Ma              | Me              | Gi              | Ve              | Sa              | Do              | Lu              | Ma              | Me              |                 |
| Novembre        | Gi              | Ve              | Sa              | Do              | Lu              | Ma              | Me              | Gi              | Ve              | Sa              | Do              | Lu              | Ma              | Me              | Gi              | Ve              | Sa              | Do              | Lu              | Ma              | Me              | Gi              | Ve              | Sa              | Do              | Lu              | Ma              | Me              | Gi              | Ve              |                 |                 |
| Dicembre        | Sa              | Do              | Lu              | Ma              | Me              | Gi              | Ve              | Sa              | Do              | Lu              | Ma              | Me              | Gi              | Ve              | Sa              | Do              | Lu              | Ma              | Me              | Gi              | Ve              | Sa              | Do              | Lu              | Ma              | Me              | Gi              | Ve              | Sa              | Do              | Lu              |                 |